# Vasari-folyosó
A Vasari-folyosó Firenze történelmi belvárosának különleges építménye, az egykor uralkodó Medici-család lakóhelyéül szolgált Pitti-palotát és a Palazzo Vecchiót összekötő fedett folyosó, amely áthalad az Arno feletti Ponte Vecchión is. Hosszú falain helyezték el az Uffizi világhírű, több mint 1600 művet számláló portrégyűjteményének nagy részét, de a folyosó csak csoportosan, idegenvezetővel látogatható.

## Története, leírása
A különböző számítások szerint 800-1000 méter hosszú, egy-két emeletes magasságban vezetett folyosót 1565-ben, öt hónap alatt építették fel I. Cosimo de’ Medici rendeletére, Giorgio Vasari tervei alapján. Felavatására a herceg fia, Francesco de’ Medici és Habsburg Johanna esküvője előtt került sor. A folyosó felépítését azonban elsősorban a herceg, későbbi nagyherceg azon törekvése motiválta, hogy szabadon, testőrség nélkül közlekedhessen lakóhelye és hivatala között, ne kelljen igénybe vennie a zsúfolt, piszkos és veszélyes belvárosi utcákat. A hagyomány szerint a nagyherceg a folyosót arra is használta, hogy személyesen kémlelje ki az utca hangulatát, illetve egyes házak belsejébe is betekinthessen onnan. A folyosó áthalad több épület belsején, de a Mannelli család nem járult hozzá lakótornyának ilyen átépítéséhez, ezért a folyosó azt kívülről kerüli meg (Torre dei Mannelli).
A folyosó elhalad a Santa Felicità-templom homlokzata előtt is, a benti karzat magasságában. Itt korábban a folyosóról a templomba nyílt egy erkély, amelyről a hercegi család anélkül vehetett részt az egyházi szertartásokon, hogy találkoznia kellett volna az alattvalókkal.
A Ponte Vecchión addig hagyományosan mészárszékek, húsboltok működtek, ezeket elköltöztették onnan, hogy a kellemetlen szag ne zavarja a folyosón közlekedőket. Ekkortól költöztek az Öreg hídra az aranyműves ékszerkereskedők, boltjaik azóta is a hely jellegzetességei közé tartoznak. A híd közepén a nyugatra néző eredeti, kisméretű ablakokat 1939-ben, Adolf Hitler látogatáskor panorámaablakokra cserélték Benito Mussolini rendeletére, hogy a vendég onnan élvezhesse a kilátást az Arno-parti Firenzére és a Ponte Santa Trinita hídra.
A folyosónak az Uffizi épületéhez csatlakozó részét 1993. május 27-én éjjel súlyosan megrongálta a maffia által felrobbantott autóbomba. Öt környékbeli lakó meghalt, csaknem ötvenen megsebesültek, és a folyosó itteni szakaszán több műalkotás megsemmisült. Néhány, helyrehozhatatlanul megsérült festmény darabjait visszatették eredeti helyükre a terrortámadás mementójául.
A folyosónak az Uffizi és a Palazzo Vecchio közötti rövid szakaszán hivatali helyiségek vannak, ez a rész egyáltalán nem látogatható.

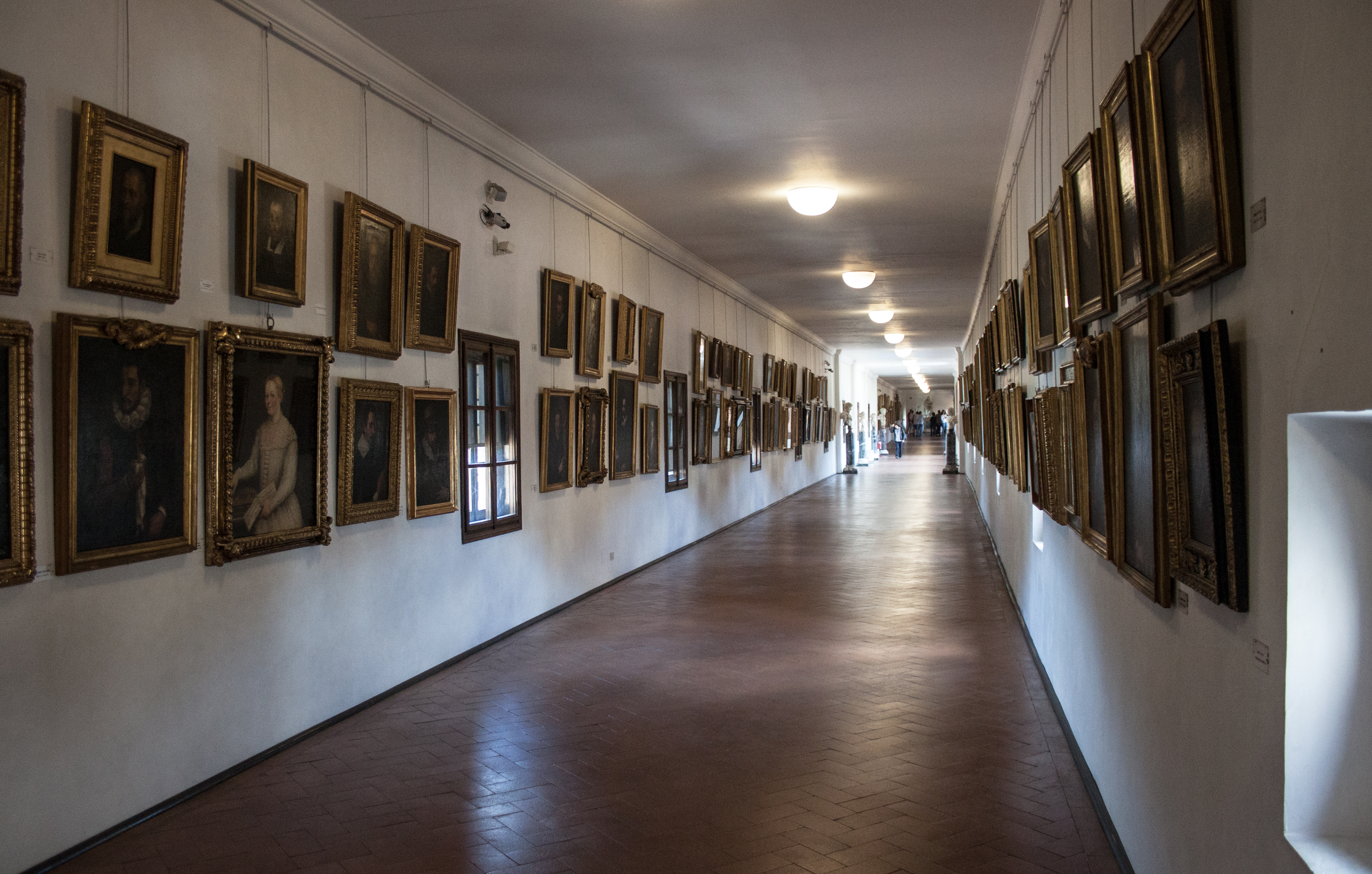
A folyosó központi szakasza a Ponte Vecchio felett, 2016-ban
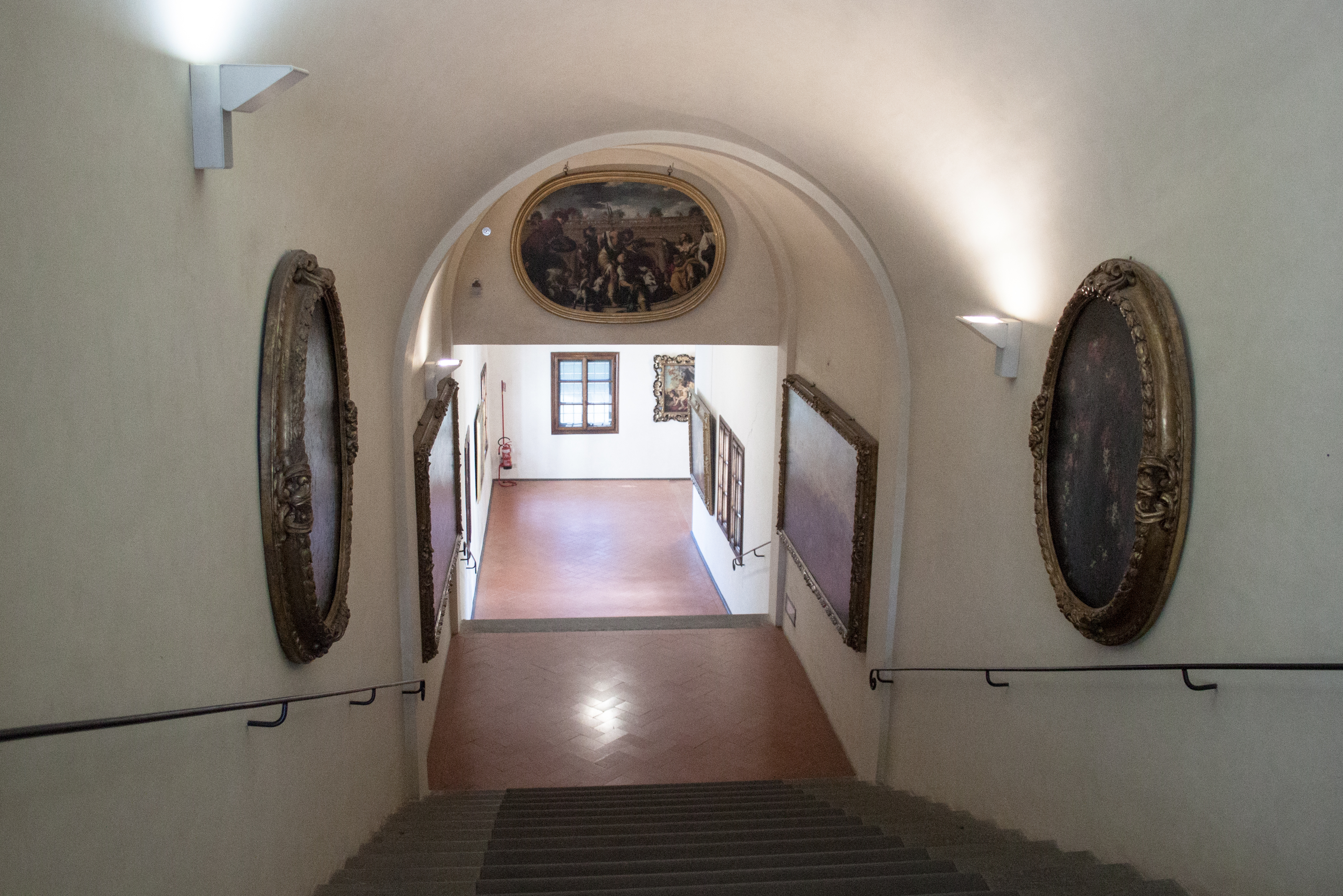
Lejárat az Uffizi felől a folyosóra
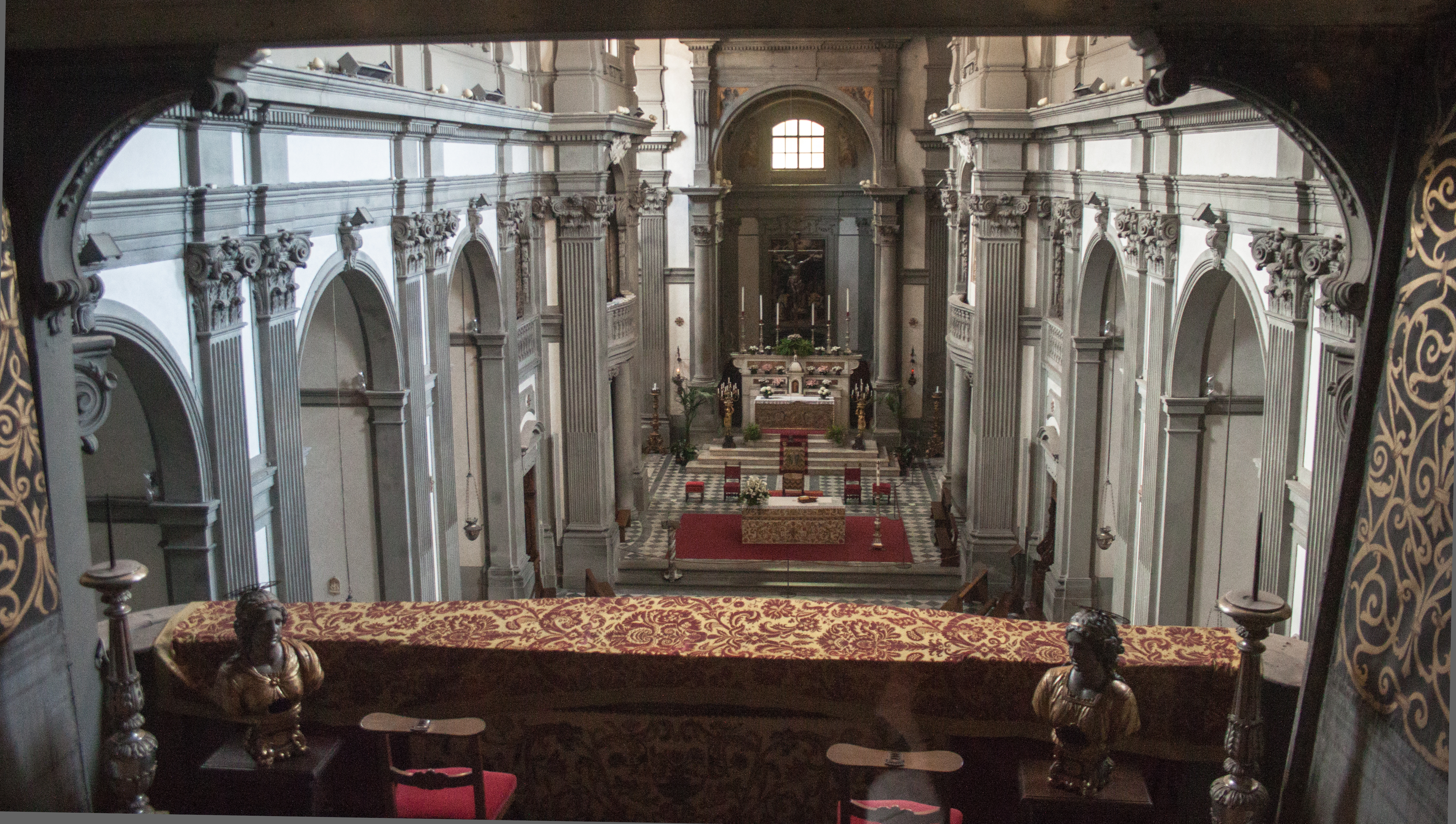
Betekintés a Santa Felicita-templomba a folyosóról
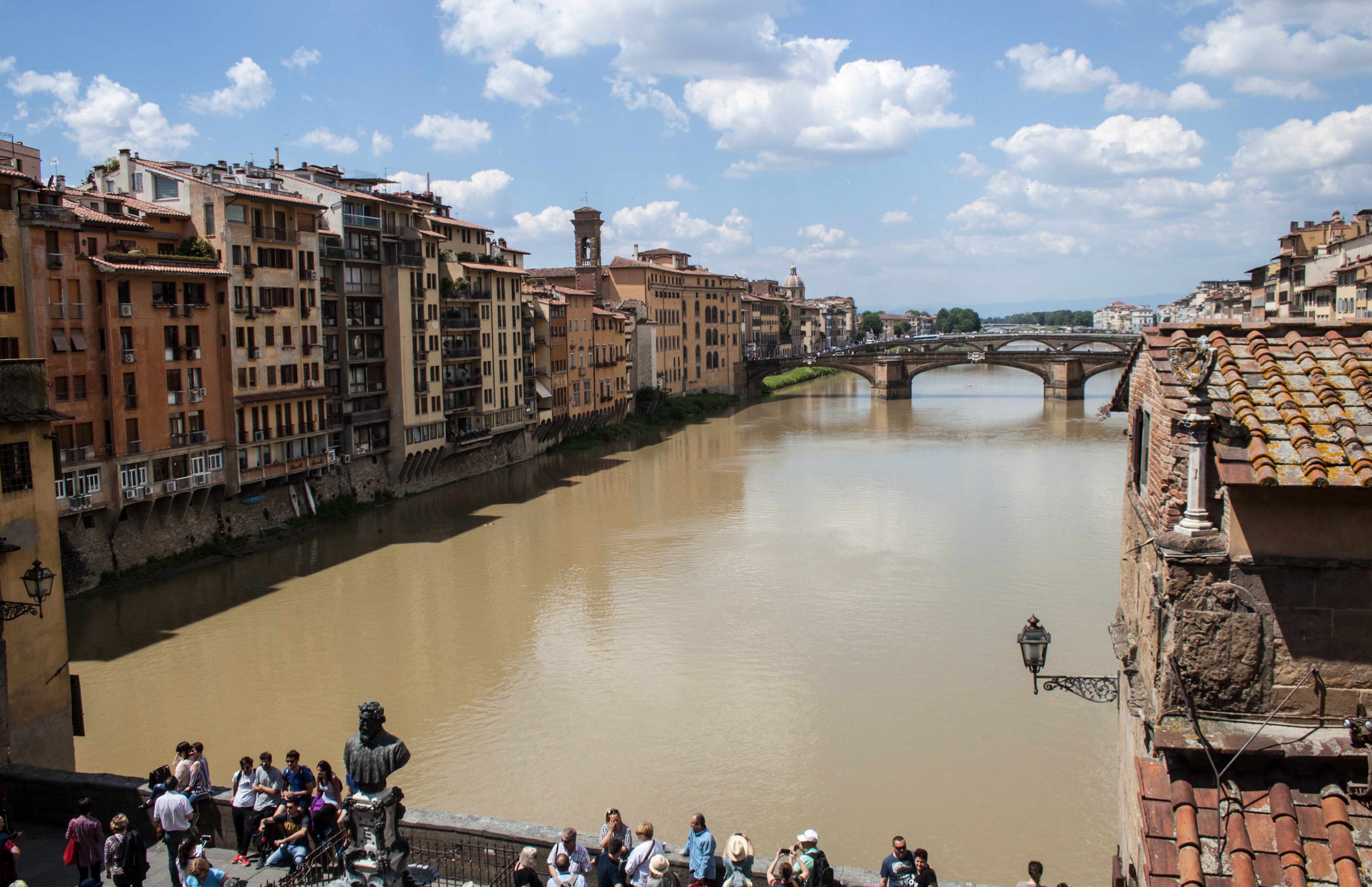
Kilátás a folyosóról az Arno folyóra
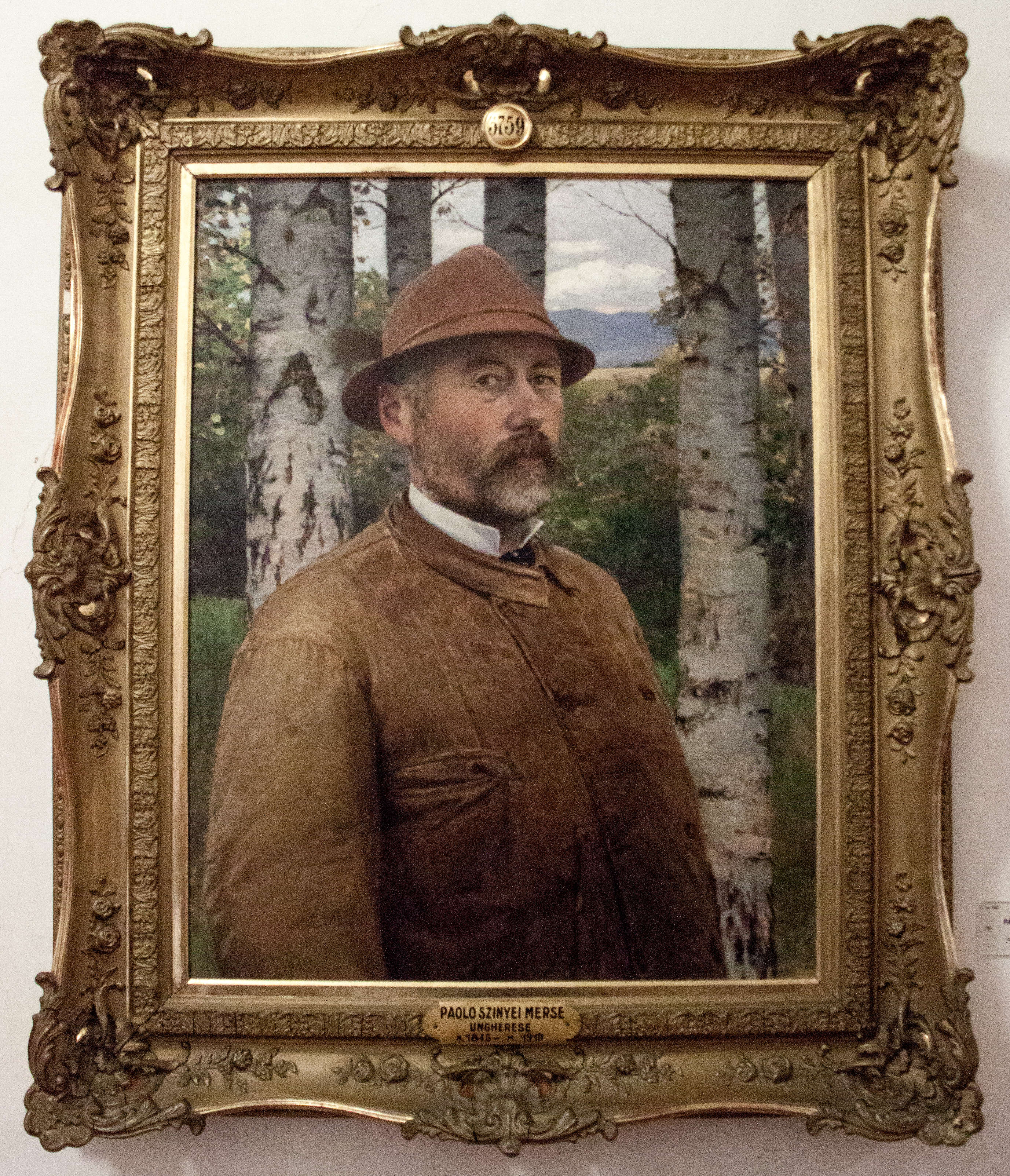
Szinyei Merse Pál önarcképe a folyosón

## Fordítás
Ez a szócikk részben vagy egészben a Vasari Corridor című angol Wikipédia-szócikk ezen változatának fordításán alapul.  Az eredeti cikk szerkesztőit annak laptörténete sorolja fel. Ez a jelzés csupán a megfogalmazás eredetét és a szerzői jogokat jelzi, nem szolgál a cikkben szereplő információk forrásmegjelöléseként.